# Болдакова, Виктория Вадимовна
Викто́рия Вади́мовна Болдако́ва (30 июля 2008 года, Колышлей, Пензенская область) — российская дартсменка. Обладатель Кубка России, победитель всероссийских турниров, призёр первенства России. Мастер спорта России. Член сборной команды России (2025). Категория:Дартсмены России. Первая российская спортсменка подписавшая технический контракт с иностранной компанией производителем дартс-оборудования «Cuesoul».
Двукратная чемпионка Пензенской области среди женщин в одиночном разряде (2023 
, 2024 
). Тренируется под руководством Максима Спирягина в МБОУ ДО «Детско-юношеская спортивная школа Колышлейского района» Пензенской области. Активно занимается волонтерской деятельностью, входит в команду ВОО «Молодая Гвардия Единой России»   

.

## Достижения
- Приказом Министерства спорта Российской Федерации от 26 апреля 2024 года № 112 НГ присвоено спортивное звание «Мастер спорта России»
- Приказом Министерства спорта Российской Федерации от 25 февраля 2022 года № 139 Приложение № 1 от 25 декабря 2024 года вошла в состав спортивной сборной команды Российской Федерации по дартсу на 2025 год
- Победительница Кубка России в дисциплине микст (2023)
- Победительница всероссийского турнира «Кубок Оружейников» в республике Удмуртия, 2025
- Победительница всероссийского турнира «Кубок Дона» в Ростовской области, 2025
- Победительница всероссийского турнира «Кубок Италмас» в республике Удмуртия, 2024
- Победительница всероссийского турнира «Кубок Виктории» в Свердловской области, 2023
- Победительница всероссийского турнира «Кубок Волги и Дона» в Волгоградской области, 2022